# Мы думаем только о тебе
«Мы думаем только о тебе» (англ. We Think the World of You) — кинофильм. Экранизация одноимённого романа английского прозаика Д. Р. Экерли (1960).

## Сюжет
Беззаботный юноша Джонни попадает в тюрьму. Он оставляет свою любимую собаку Эви на попечение лучшему другу Фрэнку. Выйдя из тюрьмы, Джонни сталкивается дома с большими трудностями. Плюс ко всему ему, похоже, придётся оставить Эви у Фрэнка.